# Ivan Vrdoljak
Ivan Vrdoljak (ur. 22 czerwca 1972 w Osijeku) – chorwacki polityk i inżynier, deputowany i minister, od kwietnia 2016 do czerwca 2017 i od grudnia 2017 do maja 2020 przewodniczący Chorwackiej Partii Ludowej – Liberalnych Demokratów (HNS).

## Życiorys
Absolwent elektrotechniki na Uniwersytecie w Osijeku (1998). Pracował początkowo w Brazylii, następnie jako menedżer projektów i dyrektor w prywatnych przedsiębiorstwach w Chorwacji. W 2000 został członkiem Chorwackiej Partii Ludowej, stopniowo awansując w partyjnych strukturach. Był radnym, a od 2008 zastępcą burmistrza Osijeku odpowiedzialnym za gospodarkę i sprawy społeczne. W wyborach w 2011 po raz pierwszy został wybrany do Zgromadzenia Chorwackiego.
23 grudnia 2011 objął urząd ministra budownictwa w rządzie Zorana Milanovicia. 16 listopada 2012 przeszedł na stanowisko ministra gospodarki. W 2015 uzyskał poselską reelekcję, 22 stycznia 2016 zakończył pełnienie funkcji ministra. W kwietniu 2016 wybrany na nowego przewodniczącego HNS. W przedterminowych wyborach w tym samym roku utrzymał mandat poselski na kolejną kadencję.
W czerwcu 2017 ustąpił z funkcji partyjnych po nieudanych rozmowach koalicyjnych z HDZ, składając też mandat poselski. W grudniu tegoż roku ponownie został jednak wybrany na przewodniczącego ludowców. Partią tą kierował do maja 2020.